# David Huddleston
David William Huddleston (Vinton, Virginia, 1930. szeptember 17. – Santa Fe, Új-Mexikó, 2016. augusztus 2.) amerikai  karakterszínész.
Magyarországon főleg Bud Spencer és Terence Hill filmjeiből ismert: a Bűnvadászokban (1977) McBride kapitányt, míg a Nyomás utána! (1983) című filmjükben Tigrist alakította.

## Fiatalkora
David William Huddleston néven született Vinton, Virginiában, Ismay Hope (született Dooley) és Lewis Melvin Huddleston gyermekeként. Mielőtt tiszt lett volna az Amerikai Egyesült Államok Légierejénél, előtte egy formális oktatásra járt a tekintélyes amerikai Academy of Dramatic Artsban. Majd a Fork Union Katonai Akadémia középiskolában is kivette a részét, és ennek köszönhetően az iskola kiemelkedő öregdiákjai között szerepelt.

## Színészi pályafutása
Színészi karrierje előtt rövid ideig tiszt volt az Amerikai Egyesült Államok Légierejében. Első jelentős szerepét 1968-ban a Lovely Way to Die című filmben kapta. Bud Spencer és Terence Hill filmjeiben is látható volt jelentősebb szerepekben. A Bűnvadászok és a Nyomás utána! című filmekben egyaránt a két főhős felettesét alakította. Számos tévésorozatban is szerepelt. Legidősebb fia, Michael Huddleston szintén színész és előadóművész.

## Halála
2016. augusztus 2-án hunyt el szív- és vesebetegségben Santa Fében, Új-Mexikó államban, 85 évesen.

## Válogatott filmográfia

### Film
| Év   | Magyar cím                       | Eredeti cím                | Szerep                    | Magyar hang       |
| ---- | -------------------------------- | -------------------------- | ------------------------- | ----------------- |
| 1969 | Rabszolgák                       | Slaves                     | Holland                   |                   |
| 1971 | Rio Lobo                         | Rio Lobo                   | Dr. Jones                 | Surányi Imre      |
| 1971 | Rio Lobo                         | Rio Lobo                   | Dr. Jones                 | Vajda László      |
| 1971 | Rio Lobo                         | Rio Lobo                   | Dr. Jones                 | Botár Endre       |
| 1971 |                                  | Fools' Parade              | Homer Grindstaff          |                   |
| 1972 | Vadnyugati kalandorok            | Bad Company                | Big Joe                   |                   |
| 1974 | Detektív két tűz között          | McQ                        | Pinky                     | Inke László       |
| 1974 | Detektív két tűz között          | McQ                        | Pinky                     | Koroknay Géza     |
| 1974 | Detektív két tűz között          | McQ                        | Pinky                     | Papp János        |
| 1974 | Fényes nyergek                   | Blazing Saddles            | Olson Johnson             | Kardos Gábor      |
| 1974 | A hölgy és a bandita             | Billy Two Hats             | Copeland                  | Harkányi Endre    |
| 1974 | A hölgy és a bandita             | Billy Two Hats             | Copeland                  | Garai Róbert      |
| 1974 |                                  | Nightmare Honeymoon        | Pete Carroll              |                   |
| 1974 | Lángoló kereszt                  | The Klansman               | Hardy Riddle polgármester | Kardos Gábor      |
| 1975 | Breakheart-szoros                | Breakheart Pass            | Dr. Molyneux              | Cs. Németh Lajos  |
| 1977 | Bűnvadászok                      | Crime Busters              | McBride kapitány          | Huszár László     |
| 1977 | A legnagyobb ököl                | The Greatest               | Cruikshank                |                   |
| 1977 | Földi űrutazás                   | Capricorn One              | Hollis Peaker             | Képessy József    |
| 1977 | Földi űrutazás                   | Capricorn One              | Hollis Peaker             | Horváth Pál       |
| 1977 | Földi űrutazás                   | Capricorn One              | Hollis Peaker             | Bácskai János     |
| 1977 | A világ legnagyobb hősszerelmese | The World's Greatest Lover | pékség tulajdonosa        |                   |
| 1978 |                                  | Zero to Sixty              | Harold Finch              |                   |
| 1980 |                                  | Gorp                       | Walrus Wallman            |                   |
| 1980 | Smokey és a bandita 2.           | Smokey and the Bandit II   | John Conn                 | Gruber Hugó       |
| 1983 | Nyomás utána!                    | Go for It                  | Tigris                    | Kránitz Lajos     |
| 1983 | Nyomás utána!                    | Go for It                  | Tigris                    | Szabó Ottó        |
| 1985 | Ki segít a Mikulásnak?           | Santa Claus: The Movie     | Santa Claus               | Ujlaki Dénes      |
| 1985 | Ki segít a Mikulásnak?           | Santa Claus: The Movie     | Santa Claus               | Szabó Gyula       |
| 1988 | Őrület                           | Frantic                    | Peter                     | Szabó Ottó        |
| 1993 | A gyereknepper                   | Life with Mikey            | Mr. Corcoran              | Kisfalussy Bálint |
| 1995 | Szóbeszéd                        | Something to Talk About    | Jack 'Mad Dog' Pierce     | Horkai János      |
| 1996 | Bogaras Joe                      | Joe's Apartment            | Smith magánnyomozó        |                   |
| 1998 | A nagy Lebowski                  | The Big Lebowski           | Jeffrey "A nagy" Lebowski | Koroknay Géza     |
| 2000 |                                  | G-Men from Hell            | Dr. Boifford              |                   |
| 2005 | Producerek                       | The Producers              | bíró                      | Gruber Hugó       |
| 2007 |                                  | Postal                     | Peter                     |                   |
| 2009 |                                  | Saving Grace B. Jones      | rádióbemondó (hangja)     |                   |
| 2009 |                                  | Locker 13                  | Floyd                     |                   |

### Televízió
- 2014 - The Accidental President (tv-sorozat) … Vice President Barker
- 2010 - The Benevolent Byzantine Order of the Nobles of the Enigmatic Oracle … Floyd Marley
- 2009 - Felhőtlen Philadelphia (tv-sorozat) … Eugene Hamilton
- 2007-08 - Jericho (tv-sorozat) … E.J. Green
- 2000-02 - Az elnök emberei (tv-sorozat) … Sen. Max Lobell, R
- 2000-01 - Szívek szállodája (tv-sorozat) … Mayor Harry Porter
- 2000 - Amynek ítélve (tv-sorozat) … L. Barton Connelly
- 1999 - Ügyvédek (tv-sorozat) … Judge Richard Bender
- 1999 - Doktorok (tv-sorozat) … Irving Gerken
- 1997 - Living Single (tv-sorozat) … Judge
- 1997 - The Naked Truth (tv-sorozat) … Ulysses
- 1994 - Walker, a texasi kopó (tv-sorozat) … Ferris Clayton
- 1994 - Star Trek: Az új nemzedék (tv-sorozat) … The Conductor
- 1992 - Lucky Luke (tv-sorozat) … Ben Landon
- 1991 - Egy gyermek ára (In a Child’s Name) … Zach Taylor
- 1991 - Coconut Downs (tv-sorozat) … Jimmy Dugan
- 1990-92 - The Wonder Years (tv-sorozat) … Grandpa Arnold
- 1990 - Columbo - Columbo farkast kiált (Columbo: Columbo Cries Wolf) … polgármester
- 1990 - Gyilkos sorok (tv-sorozat) … Sheriff Ed Ten Eyck
- 1989 - The Nutt House (tv-sorozat) … Big Jake
- 1989 - Margaret Bourke-White (tv-sorozat) … Remis
- 1988 - Élve vagy halva (tv-sorozat) … Lane Crawford
- 1987 - J.J. Starbuck (tv-sorozat) … Bullets
- 1986-87 - Our House (tv-sorozat) … J.J. Moon
- 1986 - Spot Marks the X (tv-sorozat) … Doc Ross
- 1986 - When the Bough Breaks (tv-sorozat) … Vicar McCaffrey
- 1986 - Blacke's Magic (tv-sorozat)
- 1985 - Magnum (tv-sorozat) … Frank Peterson
- 1985 - Finnegan Begin Again (tv-sorozat) … Jack Archer
- 1983 - M.A.D.D.: Mothers Against Drunk Drivers (tv-sorozat) … Steve Blankenship
- 1983 - The Fall Guy (tv-sorozat) … Master Sergeant Gleason
- 1982 - Trapper John, M.D. (tv-sorozat) … Wallace Surtees
- 1982 - ABC Afterschool Specials (tv-sorozat) … Edgar Watson
- 1982 - Computercide (tv-sorozat) … Chief Sorrenson
- 1981 - Family Reunion (tv-sorozat) … Sen. Chester Winfield
- 1981 - The Oklahoma City Dolls (tv-sorozat) … J.D. Hines
- 1980 - Benson (tv-sorozat) … Gibson Gatling
- 1979 - Vega$ (tv-sorozat) … Diamond Jim Oneal
- 1979 - Hizzonner (tv-sorozat) … Mayor Cooper
- 1979 - Supertrain (tv-sorozat) … Duke
- 1979 - Kaz (tv-sorozat)
- 1978 - Zero to Sixty … Harold Finch
- 1978 - Kate Bliss and the Ticker Tape Kid (tv-sorozat) … Sheriff
- 1978 - The Young Pioneers (tv-sorozat) … Juniper
- 1978 - How the West Was Won (tv-sorozat) … Christy Judson
- 1977 - Winner Take All (tv-sorozat)
- 1977 - The Kallikaks (tv-sorozat) … Jasper T. Kallikak
- 1977 - Blansky's Beauties (tv-sorozat) … Pa Bates
- 1977 - Tales of the Unexpected (tv-sorozat) … Sheriff Henry
- 1977 - How the West Was Won (tv-sorozat) … Christy Judson
- 1977 - Barnaby Jones (tv-sorozat) … Sheriff Roland G. Bradden
- 1976 - The Practice (tv-sorozat) … Dr. Michael Harrigan
- 1976 - Once an Eagle (tv-sorozat) … Earl Preis
- 1976 - Spencer’s Pilots (tv-sorozat) … Willie Hunt
- 1976 - Charlie angyalai (tv-sorozat) … Sheriff Clint
- 1976 - Sherlock Holmes New Yorkban (Sherlock Holmes in New York) … Lafferty felügyelő
- 1976 - Sanford and Son (tv-sorozat) … First Cop
- 1976 - Good Heavens (tv-sorozat) … Grover P. Covington
- 1976 - Shark Kill (tv-sorozat) … Bearde
- 1976 - Hawaii Five-O (tv-sorozat) … Vincent Rhoads
- 1976 - Bronk (tv-sorozat) … McTell
- 1976 - The Oregon Trail (tv-sorozat) … Painted Face Kelly
- 1975 - Breakheart-szoros (Breakheart Pass) … Dr. Molyneux
- 1975 - The Rockford Files (tv-sorozat) … Sherm
- 1975 - Police Woman (tv-sorozat) … Milton Brooks
- 1975 - Karen (tv-sorozat) … Rudolph
- 1975 - Emergency! (tv-sorozat) … Barney ’Doc’ Coolidge
- 1974-75 - Petrocelli (tv-sorozat) … John Ponce hadnagy
- 1974 - Mary Tyler Moore (tv-sorozat) … Freddy
- 1974 - Nakia (tv-sorozat)
- 1974 - Paper Moon (tv-sorozat) … Sheriff
- 1974 - Nightmare Honeymoon … Pete Carroll aka Barnett
- 1974 - Dirty Sally (tv-sorozat) … Slick
- 1974 - The Gun and the Pulpit (tv-sorozat) … Mr. Ross
- 1974 - The Snoop Sisters (tv-sorozat) … Arwin Shanks
- 1974 - Heat Wave! (tv-sorozat) … Arnold Brady
- 1973-75 - Kung Fu (tv-sorozat)
- 1973 - The New Dick Van Dyke Show (tv-sorozat) … Gordon
- 1973 - Tenafly (tv-sorozat) … Lieutenant Sam Church
- 1973 - The New Perry Mason (tv-sorozat) … Stephen Elder
- 1973 - Hawkins (tv-sorozat) … Joseph Harrelson
- 1973 - Brock’s Last Case (tv-sorozat) … Jack Dawson
- 1973 - Country Blue … Angus Wages
- 1972-74 - The Rookies (tv-sorozat)
- 1972 - The Sixth Sense (tv-sorozat) … Dr. Charles Peakes
- 1972 - Temperatures Rising (tv-sorozat) … Charlie
- 1972 - Medical Center (tv-sorozat) … Sheriff
- 1971-74 - Gunsmoke (tv-sorozat)
- 1971-74 - Ironside (tv-sorozat)
- 1971-72 - The Waltons (tv-sorozat)
- 1971-72 - Bonanza (tv-sorozat)
- 1971 - Longstreet (tv-sorozat) … Walter Glenn
- 1971 - The Homecoming: A Christmas Story (tv-sorozat) … Sheriff Ep Bridges
- 1971 - Brian’s Song (tv-sorozat) … Ed McCaskey
- 1971 - Something Big … Malachi Morton
- 1971 - Hirtelen egyedül (tv-sorozat) … Bennie
- 1971 - The Partners (tv-sorozat) … Lt. Ferguson
- 1971 - Cannon (tv-sorozat) … Jimmy Winters
- 1971 - McMillan & Wife (tv-sorozat) … Pylant
- 1971 - Sarge (tv-sorozat) … Tyler
- 1971 - Room 222 (tv-sorozat) … Wendell Baldwin
- 1970-71 - Bewitched (tv-sorozat)
- 1970 - The Name of the Game (tv-sorozat) … First Deputy
- 1969 - Then Came Bronson (tv-sorozat) … Bear Hudson
- 1969 - Adam-12 (tv-sorozat) … Station Attendant
- 1968 - A Lovely Way to Die … Man in Bar
- 1961 - Harrigan and Son (tv-sorozat) … Process Server
- 1960 - Shotgun Slade (tv-sorozat)

## Fordítás
- Ez a szócikk részben vagy egészben  a   David Huddleston című angol Wikipédia-szócikk fordításán alapul.  Az eredeti cikk szerkesztőit annak laptörténete sorolja fel. Ez a jelzés csupán a megfogalmazás eredetét és a szerzői jogokat jelzi, nem szolgál a cikkben szereplő információk forrásmegjelöléseként.